# José Ignacio Martínez García
José Ignacio Martínez García (Madrid , 7 maart 1989  ) is een Spaanse voetballer, die voor FC Cartagena speelt als verdediger. Als voetballer is hij beter bekend onder de naam “Nacho”

## Levensloop
Nacho volgde de jeugdopleiding van Atlético Madrid.  
Voor het seizoen 2008-2009 tekende hij zijn eerste contract bij Alcobendas Sport, een ploeg uit de Tercera División, het toenmalige vierde niveau van het Spaans voetbal.
Het daaropvolgende seizoen 2009-2010 zette hij stapje hoger bij het filiaal van Osasuna, CA Osasuna B, een ploeg uit de de Segunda División B, het toenmalige derde niveau. Hij zou er twee seizoenen blijven, zestig officiële wedstrijden spelen en achtereenvolgens de achtste en zevende plaats in de eindstand behalen.
Vanaf seizoen 2011-2012 stapte hij over naar een tweede filiaal en reeksgenoot Getafe CF B. Hij scoorde drie maal tijdens tweëendertig officiële wedstrijden in een ploeg, die op de achtste plaats zou eindigen.
Het volgende seizoen 2012-2013 stapte hij over naar een derde filiaal en ook streek- en reeksgenoot Rayo Vallecano B. Bij deze ploeg zou hij vanaf het eerste seizoen doorbreken naar het eerste elftal, Rayo Vallecano.  Tijdens het eerste seizoen speelde hij nog achttien wedstrijden bij het filiaal en tien wedstrijden bij het eerste elftal, dat actief was in de Primera División. Tijdens dit eerste seizoen scoorde hij zijn enige doelpunt voor de Madrileense club.  Hij speelde vier jaren op het hoogste Spaanse niveau en volgde de ploeg tijdens het laatste seizoen na de degradatie naar de Segunda División. Tijdens de vijf seizoenen speelde hij negenenzeventig wedstrijden op het professionele niveau.
Tijdens het seizoen 2017-2018 vertoefde Nacho weer op het tweede niveau van het Spaanse voetbal. Hij speelde achttien wedstrijden bij Real Valladolid en de ploeg kon zich met een vijfde plaats in de eindrangschikking plaatsen voor de eindronde.  Deze werd gewonnen en zo speelde de ploeg en Nacho vanaf seizoen 2018-2019 weer op het hoogste niveau.  Tijdens de drie seizoenen in de Primera División dwong Nacho een basisplaats af en speelde eenentachtig wedstrijden. Op het einde van het derde seizoen volgde echter de degradatie.  Tijdens het seizoen 2021-2022 volgde hij de ploeg nog naar het tweede niveau.  Dankzij een tweede plaats in de eindrangschikking, kon de ploeg onmiddellijk zijn plaats op het hoogste niveau weer inpakken.
Deze keer volgde Nacho de ploeg niet, maar bleef in de  Segunda División A door te tekenen bij CD Tenerife. Hij verbleef er twee en een half seizoenen en scoorde drie doelpunten uit zevenenzestig wedstrijden. Dit laatste seizoen degradeerde Tenerife uit het professionele voetbal.
Ondertussen was Nacho, tijdens de maand februari 2025, al overgestapt naar reeksgenoot FC Cartagena.  Ondanks zijn inbreng, degradeerde ook deze ploeg uit de  Segunda División A.  Tijdens het seizoen 2025-2026 bleef hij de ploeg uit de havenstad trouw. Zou speelt hij nu op het niveau van de Primera Federación.